# Matej Dodig
Matej Dodig (* 19. Juli 2005 in Osijek) ist ein kroatischer Tennisspieler.

## Karriere
Dodig spielte zwischen 2019 und 2023 auf der ITF Junior Tour, wo er vier Einzel- und drei Doppeltitel gewann. Außerdem nahm er an zwei Grand-Slam-Turnieren teil; sein bestes Einzel-Ergebnis war das Erreichen der zweiten Runde bei den Australian Open 2023. In der Junioren-Rangliste stieg er danach bis auf Platz 30.
Bei den Profis trat Dodig ab März 2023 regelmäßig bei Turnieren der ITF Future Tour an. Bereits sein zweites Turnier gewann er, ohne einen Satz abzugeben. Seit 2001 hatten nur sechs andere Spieler in ihrem zweiten Profiturnier einen Titel errungen. Das Jahr 2023 beendete er mit insgesamt drei Einzeltiteln und einem Titel im Doppel, womit er erstmals die Top 500 der Weltrangliste im Einzel erreichte. Im März 2024 gewann er zwei weitere Future-Titel im Einzel und näherte sich den Top 400. Damit zog er mit anderen kroatischen Spielern wie Ivan Ljubičić gleich, die ebenfalls fünf Titel als Teenager errungen hatten.
Dodig erzielte auch erste Erfolge auf der ATP Challenger Tour. Bei den Zadar Open besiegte er Filip Misolic, die Nummer 166 der Welt, und schied in der zweiten Runde aus. Einen Monat später trat er wie in Zadar mit einer Wildcard in Split an und gewann dort drei Matches gegen deutlich höher platzierte Spieler, bevor er im Halbfinale gegen Zsombor Piros ausschied. Im weiteren Jahresverlauf erzielte er weitere Siege gegen Spieler der Top 200, erreichte in Zagreb ein weiteres Halbfinale sowie mehrere Viertelfinals. Damit verbesserte er sich auf Rang 264 der Weltrangliste und konnte fortan regelmäßig an Challenger-Turnieren teilnehmen. Dodig wurde zum am dritthöchsten platzierten kroatischen Spieler.
Sein Debüt auf der ATP Tour gab er 2024 in Umag. In der ersten Runde besiegte er dort den Franzosen Enzo Couacaud, verlor jedoch in der folgenden Runde gegen den späteren Turniersieger Francisco Cerúndolo.
Im September 2024 debütierte Dodig für die kroatische Davis-Cup-Mannschaft und gewann sein Match gegen Vilius Gaubas in der Begegnung mit Litauen.

## Erfolge
| Legende (Anzahl der Siege)  |
| Grand Slam                  |
| ATP World Tour Finals       |
| ATP World Tour Masters 1000 |
| ATP World Tour 500          |
| ATP World Tour 250          |
| ATP Challenger Tour (3)     |

### Einzel

#### Turniersiege
| Nr. | Datum         | Turnier | Belag | Finalgegner            | Ergebnis |
| --- | ------------- | ------- | ----- | ---------------------- | -------- |
| 1.  | 13. Juli 2025 | Triest  | Sand  | Thiago Agustín Tirante | 6:3, 6:4 |

### Doppel

#### Turniersiege
| Nr. | Datum         | Turnier | Belag | Partner         | Finalgegner                     | Ergebnis           |
| --- | ------------- | ------- | ----- | --------------- | ------------------------------- | ------------------ |
| 1.  | 17. Mai 2025  | Zagreb  | Sand  | Nino Serdarušić | Luka Mikrut Mili Poljičak       | 6:4, 6:4           |
| 2.  | 21. Juni 2025 | Royan   | Sand  | Nino Serdarušić | Adil Kalyanpur Parikshit Somani | 7:5, 6:74, [12:10] |